# 파나요티스 타흐치디스
파나요티스 타흐치디스(그리스어: Παναγιώτης Ταχτσίδης, 1991년 2월 15일 ~)는 코르 파칸에서 미드필더로 뛰는 그리스의 축구 선수이다.